# Spellemannprisen
Spellemannprisen är en årlig prisutdelning till norska musikartister som har utmärkt sig positivt under året. 
Prisen skapades på initiativ från det norska IFPI och delades ut första gången 1973 (för musikåret 1972) och har delats ut varje år sedan dess. Utdelningen arrangeras av Spellemannkommittén som utnämns av IFPI Norge och FONO.
Antal klasser har varierat genom åren men 2016 delades det ut priser i 27 olika klasser. Dessutom tar juryn ställning till om det skall delas ut hederspris eller branschpris. Från 2017 är det fyra nomineringar i varje kategori.

## Statistik

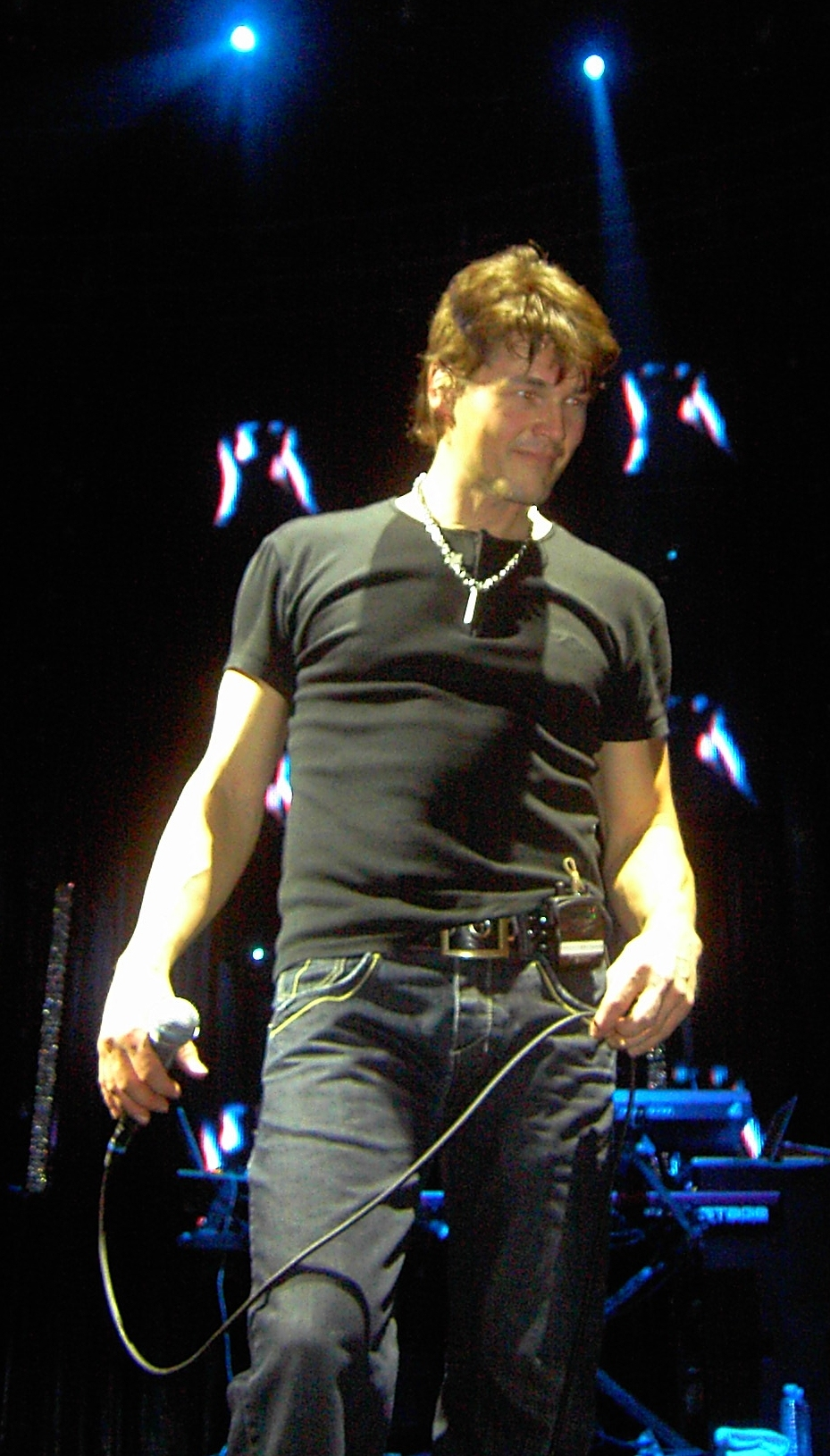
Morten Harket i a-ha har vunnit 11 priser

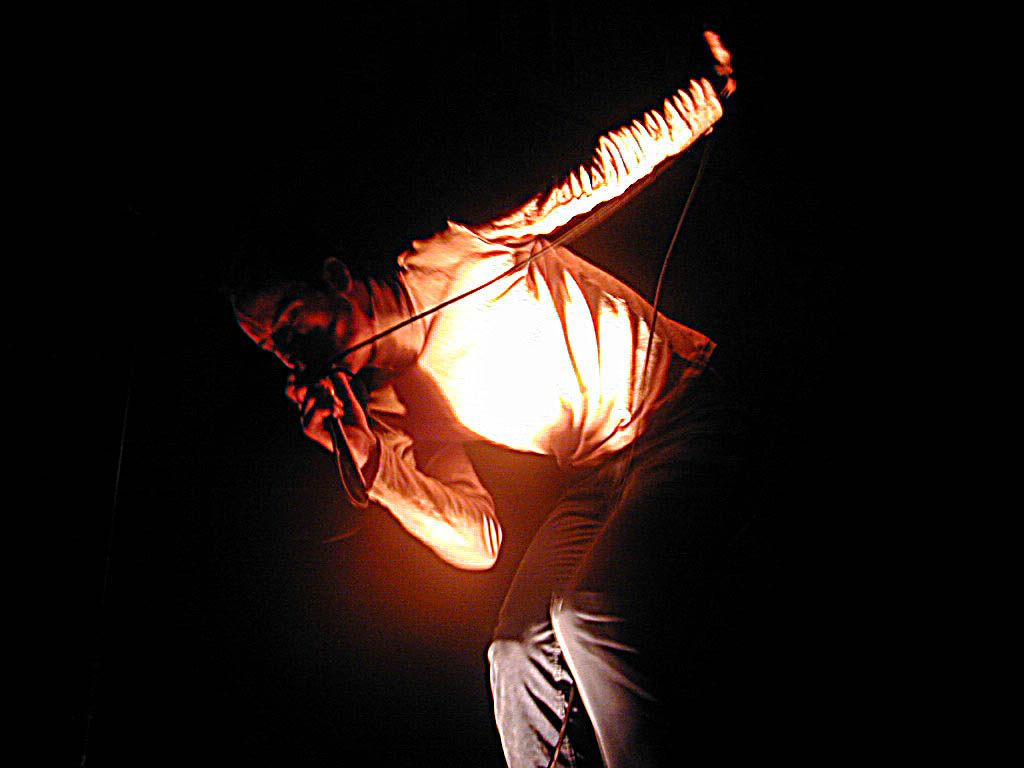
Madrugada har vunnit fem priser, här Sivert Høyem

### 11 priser
- Leif Ove Andsnes: 1991 (2 priser), 1992, 1993, 1998, 2000, 2002, 2003, 2005, 2011, 2012

### 9 priser
- Oslo Filharmoniske Orkester: 1972, 1981, 1984, 1987, 1990, 1992, 1998, 1999, 2009
- a-ha: 1985 (2 priser), 1986 (3 priser), 2000 (2 priser), 2008, 2010

### 8 priser
- Ole Ivars: 1996, 1999 (2 priser), 2000, 2003, 2004, 2005, 2010

### 7 priser
- Odd Børretzen: 1974, 1996 (2 priser), 1997, 2001, 2002, 2008

### 6 priser
- Det Norske Kammerorkester: 1988 (2 priser), 1992, 1996, 1999, 2000
- Röyksopp: 2001 (2 priser), 2002 (2 priser), 2005, 2010
- Madcon: 2004, 2007 (2 priser), 2008 (2 priser), 2010
- Karpe Diem: 2008, 2010, 2012, 2015, 2016 (2 priser)

### 5 priser
- Geirr Lystrup: 1981, 1988, 1992, 2003, 2005
- Madrugada: 1999, 2002, 2005 (3 priser)
- Lene Marlin: 1998, 1999 (4 priser)
- Truls Mørk: 1991, 1992, 1993, 1995, 1999
- Vamp: 1993, 1996, 1998, 2005, 2006
- DumDum Boys 1988, 1989, 1990, 1992, 2007
- Espen Lind: 1997 (3 priser), 2006, 2008
- Sidsel Endresen: 1981, 1984, 1998, 2002, 2012
- Odd Nordstoga: 2002, 2004 (2 priser), 2013, 2015
- Susanne Sundfør: 2007, 2010, 2015 (3 priser)
- Arve Tellefsen: 1977, 1980, 1986, 1988, 2016

### 4 priser samma år
- Morten Harket: 1995
- Lene Marlin: 1999
- Briskeby: 2000

### 3 priser samma år
- a-ha: 1986
- Anne Grete Preus: 1994
- Espen Lind: 1997
- Morten Abel: 2001
- Madrugada: 2005
- Donkeyboy: 2009
- Susanne Sundfør: 2015